# 第77独立空中機動旅団 (ウクライナ空中機動軍)
第77独立空中機動旅団（だい77どくりつくうちゅうきどうりょだん、ウクライナ語: 77-ма окрема аеромобільна бригада）は、ウクライナ空中機動軍の旅団。空中機動軍司令部隷下。

## 概要

### ロシアのウクライナ侵攻
2022年10月28日、ロシアのウクライナ侵攻の影響に伴い、ドニプロペトロウシク州で創設され、イギリスで新兵訓練を受けた。

#### 東部・バフムート戦線

第77旅団旗

2022年12月、激戦地の東部ドネツィク州バフムート地区に配備され、初陣で第46独立空中機動旅団と共にバフムート北のソレダルを防御し、ワグネル・グループとの戦闘で戦死者数が把握できないほどの激戦となり両軍が大損害を出すも、2023年1月にソレダルは陥落した。5月に第93独立機械化旅団と交代でバフムート市内を防御したが、街の廃墟化で適応に数日を要し、同月に陥落した。

#### 東部・スヴァトヴェ-クレミンナ戦線
2024年3月、東部ルハーンシク州スヴァトヴェ地区に再配置され、クプヤンシク方面に展開した。
2024年8月23日、ウォロディミル・ゼレンスキー大統領より、勇気と勇敢さに対する栄誉賞、名誉称号「ナドドニプリャーンシチナ」を授与された。

## 編制
- 旅団司令部（クルィヴィーイ・リーフ）
- 第1空中機動大隊
- 第2空中機動大隊
- 第3空中機動大隊
- 第4空中機動大隊
- 旅団砲兵群
  - 本部中隊
  - 自走砲大隊
  - 榴弾砲大隊
  - ロケット砲大隊
- 防空大隊
- 戦車中隊

- 偵察中隊
- 工兵中隊
- 着陸支援中隊
- 整備中隊
- 兵站中隊
- 通信中隊
- NBC防護中隊
- 衛生中隊
- 狙撃小隊